# Ligature wj
 (mai 2025).
La ligature wj est une lettre additionnelle de l’alphabet latin et un symbole phonétique utilisé dans l’alphabet analytique de Nicolas Marr. Il est composé d’un w avec un j superosé.

## Utilisation

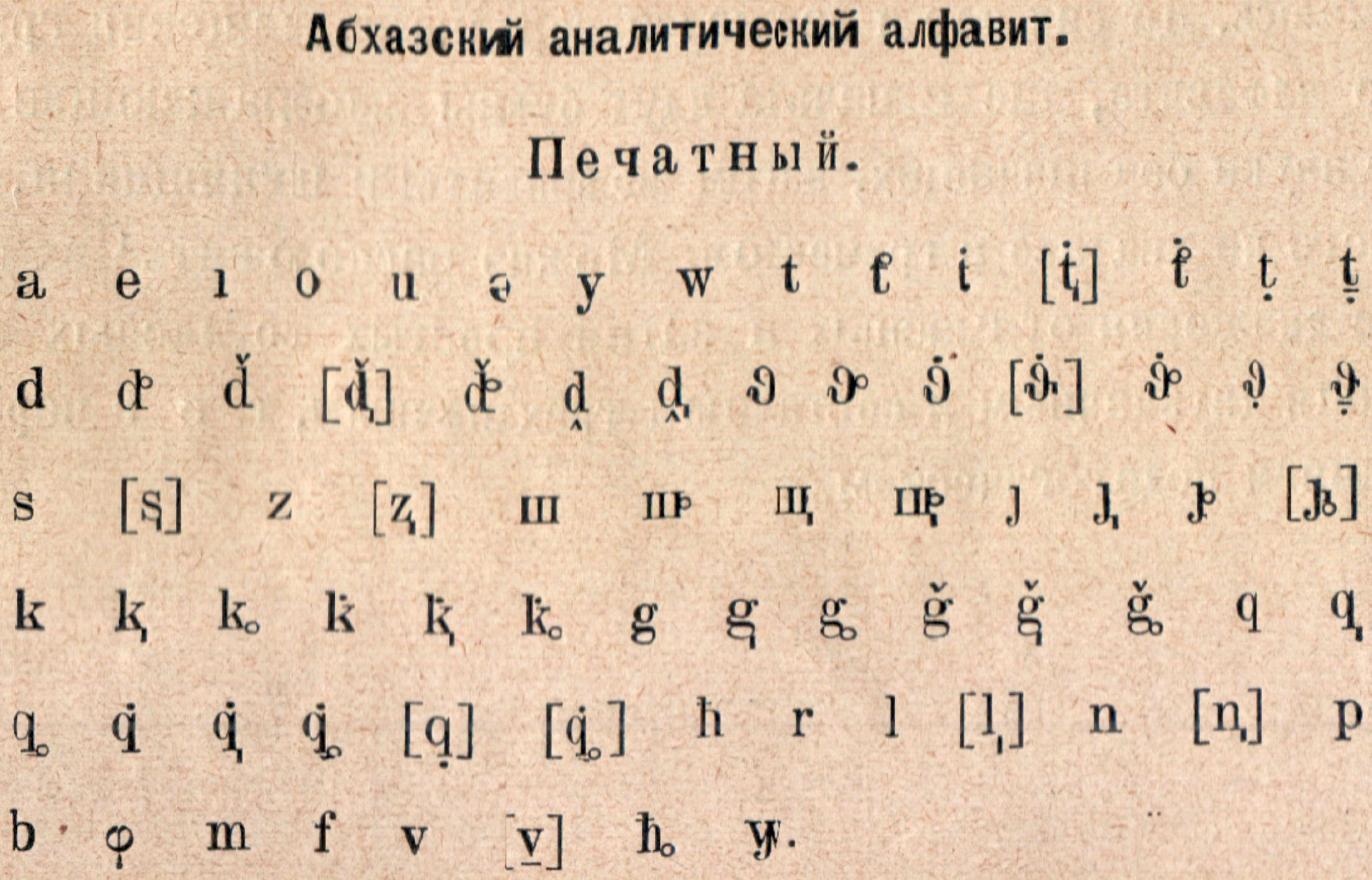
Alphabet analytique abkhaze de Marr en 1926.
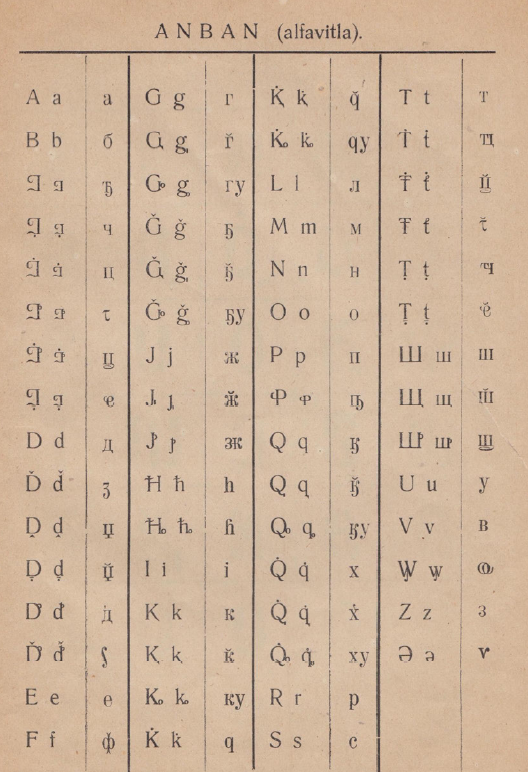
Alphabet abkhaze de Marr.
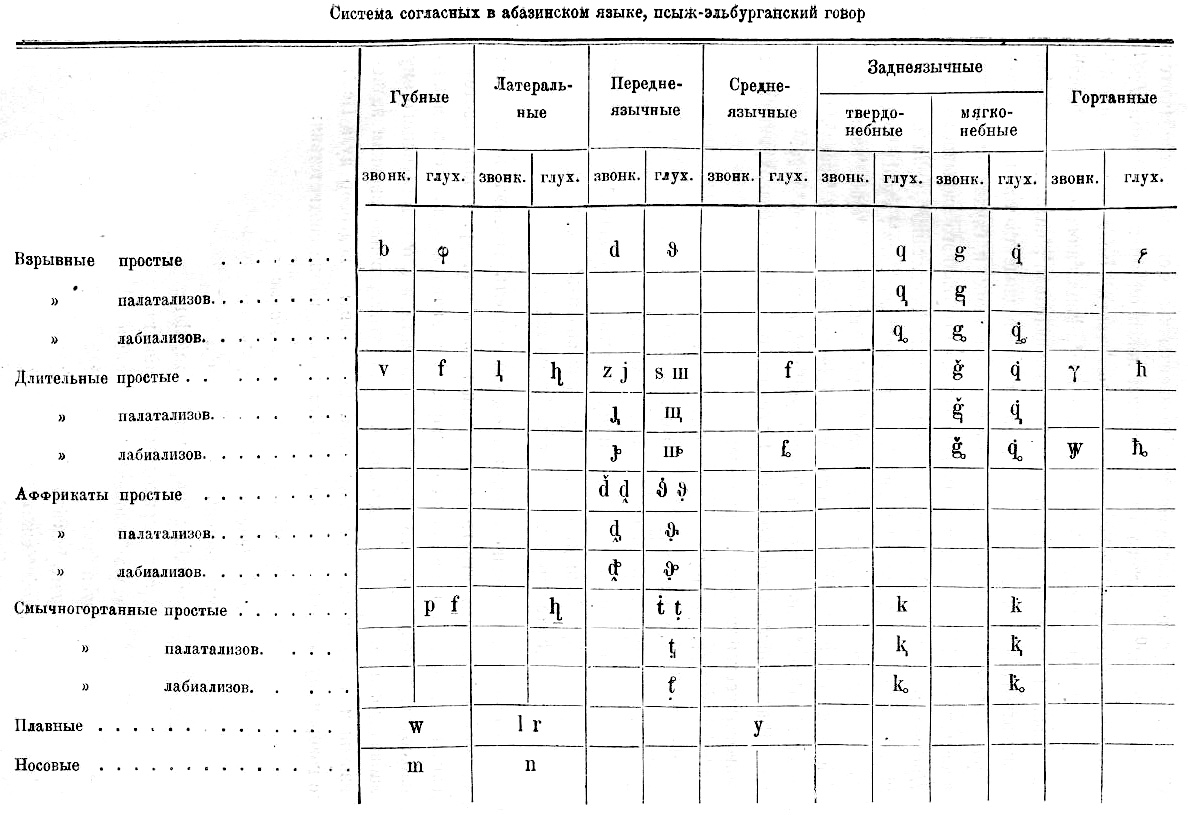
Table des consonnes de l’abaza dans Serdioutchenko 1938.

## Représentation informatique
La ligature wj n’a pas été codé dans un codage standard.

## Sources
- [Bokarev 1938] (ru) А. Бокарев, « Материалы п диалектологии андо-цезских языков », Памяти академика Н. Я. Марра,‎ 1938, p. 25-53 (rsl.ru, udpu.edu.ua)
- [Serdioutchenko 1938] (ru) Г. П. Сердюченко, « Об абазинских диалектах », Памяти академика Н. Я. Марра,‎ 1938, p. 244-257 (rsl.ru, udpu.edu.ua)